# Easton (Kalifornia)
Easton – jednostka osadnicza w Stanach Zjednoczonych, w stanie Kalifornia, w hrabstwie Fresno.